# Bruce Norris
Pour les articles homonymes, voir Bruce Norris (homonymie) et Norris.
Bruce Norris, né le 16 mai 1960 au Texas, est un acteur et dramaturge américain. Il a reçu, pour sa pièce Clybourne Park, le Tony Award de la meilleure pièce et le Prix Pulitzer de l'œuvre théâtrale.

## Œuvres théâtrales
- The Actor Retires (1992)
- The Vanishing Twin (1996)
- The Infidel (2002)
- Purple Heart (2002)
- We All Went Down to Amsterdam (2003)
- The Pain and the Itch (2005)
- The Unmentionables (2006)
- Clybourne Park (2010)
- A Parallelogram (2010)
- The Low Road (2013)
- Domesticated (2013)
- The Qualms (2014)
- Downstate (2018)

## Filmographie
- 1983 : Classe (Class) : Student
- 1987 : The Popcorn Kid (série TV) : Scott Creasman
- 1990 : A Matter of Degrees
- 1996 : Chasing the Dragon (TV) : Edwin
- 1998 : Le Temps d'un orage (Reach the Rock) : Ernie
- 1998 : Préjudice (A Civil Action) : William Cheeseman
- 1999 : Sixième Sens (The Sixth Sense) : Stanley Cunningham
- 2001 : State of the Artist : Rembrandt van Rijn
- 2004 : Imaginary Heroes : Mr. Barnes
- 2004 : New York, unité spéciale (saison 6, épisode 7) :  Reggie
- 2005 : Homecoming : Doctor Dave